# 福島第一原発事故による放射性物質の拡散

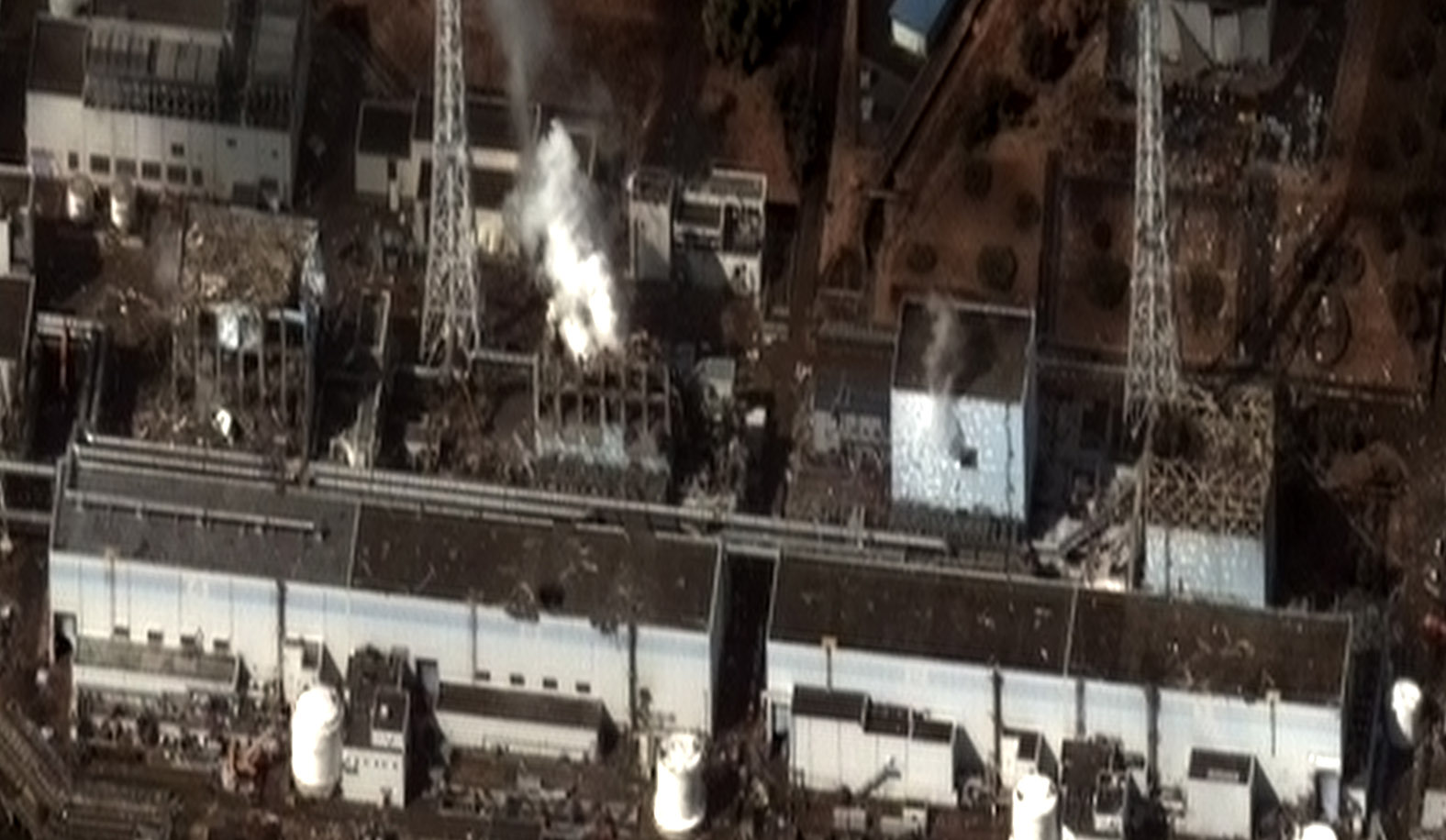
事故発生当時の福島第一原子力発電所（2011年3月16日）

福島第一原発事故による放射性物質の拡散（ふくしまだいいちげんぱつじこによるほうしゃせいぶっしつのかくさん）では、2011年3月11日の福島第一原子力発電所事故による、放射性物質の日本国内・国外への拡散について詳述する。以降、年表記のない日付は原則2011年のものである。

## 日本国内
この事故により日本各地、主に東北と関東の全域及び太平洋側の海洋が放射性物質に高濃度に汚染された。汚染の原因は大きく「大気中に放出された放射性物質」と「海洋中に放出された放射性物質」に分けられる。

### 大気中への放出
大気中に放出された放射性物質については、ベント（意図的な放出）の他、爆発や破損による意図しない放出により、拡散していった。放射性物質は風向により大半が太平洋側に放出されたと見られるが、3月15日や3月21日などには各地に大規模に放射性物質が降下し、土壌・河川・海洋が汚染され各用水・農畜水産物から放射性物質が検出されることになった。
特に福島県内は航空モニタリングの結果からセシウム137の蓄積量はおよそ1ヶ月半（4月29日時点）で最大1470万Bq/㎡となり、チェルノブイリ原子力発電所事故の計測結果の340万Bq/㎡を大幅に超え、ベラルーシ移住対象レベルの55.5万Bq/㎡を超える地域が、いわき市の北部から伊達市の南部にかけて広がる事になった。
計画的避難区域の飯舘村や葛尾村等の約1万頭の家畜牛の移送要請に対し24都道府県が受け入れを表明、食用牛として拡散出荷されることになった。なお、農水省による検査対象区域外に移動した場合の移動牛と地元牛の分別検査の指示は現在出ていない。

#### 3月15日の大規模漏洩の拡散
3月15日に広域規模の本格漏洩が始まる事となった。福島及び関東全圏への汚染濃度からみても、大半がこの日に集中したと考えられる（3月21日等にも放出されたが比較した場合少ない）。実際に即した汚染状況（大気中残留汚染濃度等）を知るには、WSPEEDI（第二世代SPEEDI）による単位量ではなく、全量放出の計算をより実情に沿ったかたちで行ったデータが必要となる。

##### 大規模放出開始
東京電力は未だ原因に言及しておらず、3月15日午前6時に起きた格納容器の異音時に圧力抑制室が破損し、正門にて9時00分に最大値11930µSv/hの高濃度の放射能が観測されたとしている。しかし、この時間に放射線量が急上昇したはずなのに、福島第二や茨城県など他の場所ではそれほどの値の上昇が観測されず、むしろそのモニタリングのデータでは、およそ0時前後に大規模放出が起きた事が示される。
また、その15日深夜の大規模放出時刻は東京電力のデータからは不明であるが、アメリカ合衆国エネルギー省の資料に記載された正門のモニタリングデータを参照すると、他のピークに混ざって、東京電力の公式データには記載されていない0時頃の約1,200ミリレントゲン＝約12,000µSv/Hのピークが存在する。この時間帯は東京電力による2号のドライベントが予定されていたが、東京電力・保安院の会見によるとベント操作を行ったが圧力変化が見られない為、結果的に大気への放出は行われなかったと発表していた。

この日の流出に関する各地のモニタリングデータを時系列で並べてみると、
- 福島第一：3/14 9:37 3130µSv/h観測→以降減衰傾向（DOE資料0時頃、 約12000µSv/h）→8:31 上昇8217µSv/h観測（最大値9:00 11930µSv/h）
- 福島第二：3/14 10時頃3µ規模の上昇→0時前後に100µ規模の大規模上昇→以降減少傾向
- 茨城県：1時前後に0.1〜0.5µの小規模上昇、4時前頃から1〜5.5µの大規模上昇→以降減少傾向
- 北茨城市で最大値、5.575µSv/hが5時50分に観測
- 3月15日午前1時から連続放出で試算したWSPEEDIによる放射性物質の移動でもほぼ同様に推移した予測データが公表されている

以上により、福島第一以外のデータでは、0時前（前日23時30分頃）に何らかの原因により大規模放出が始まったことを示している。
2012年7月24日の東京大学（現：京都大学）の門信一郎准教授らの発表に関する記事によると、2号機に冷却用の水を入れられるよう「SR弁（主蒸気逃がし弁）」が3月14日から15日未明にかけて3回以上開けられ、そのたびに格納容器内から放射性物質が大気中に漏洩し、それぞれ1時間後に福島第二原発に検出されたのち、15日午前中に関東地方に達した可能性が高いという。同記事によれば東京電力は、「専門家の指摘は把握していないが、当時はSR弁を開けなければ原子炉などが壊れ、大量の放射性物質が漏れる可能性があり、放出を抑えるためにSR弁を開けたのはぎりぎりの選択だった。今後、放射性物質の漏えいの経緯についてはしっかり検証していきたい」とコメントした。これにより、同社は放射性物質拡散状況と原因の関係を検証してきていないことが明らかになった。 
東京大学大学院の研究者がまとめた各号機の基礎データが2011年5月24日に発表されていて、放射性物質拡散の原因研究の基礎となりうる物理データや原子炉の系統図等が掲載されている。

##### 関東への汚染
さいたま市では一時期、空間線量率が毎時1.2マイクロシーベルトにまで上昇した。東京都健康安全研究センターが発表したデータによれば、3月31日における東京都新宿区の放射線レベルは毎時0.109マイクロシーベルトであった。

##### 福島県への汚染
南向きに吹いていた風が12時から15時にかけて西北西の内陸部へ風向きが変わった事により福島県全域が汚染されることになった。
また、20時40-50分、文部科学省は、住民に屋内退避指示が出されている福島県浪江町内の福島第一原発から約20キロの距離の山間部地点、川房・昼曽根・尺石の3ヶ所にて車内外で計測、195 - 330マイクロシーベルト/時の放射線量を観測したと3月16日に発表。なお車の内外で観測値に大きな違いはなく、「車には遮蔽効果がなかった」とした。これは20〜30km圏内（屋内待避地域）の初期モニタリングとして行われたのだが、山間部の狹域の調査のみで町中は計測データが存在しない。その事に対し保安院は管轄が文科省にあるので把握していないとした。

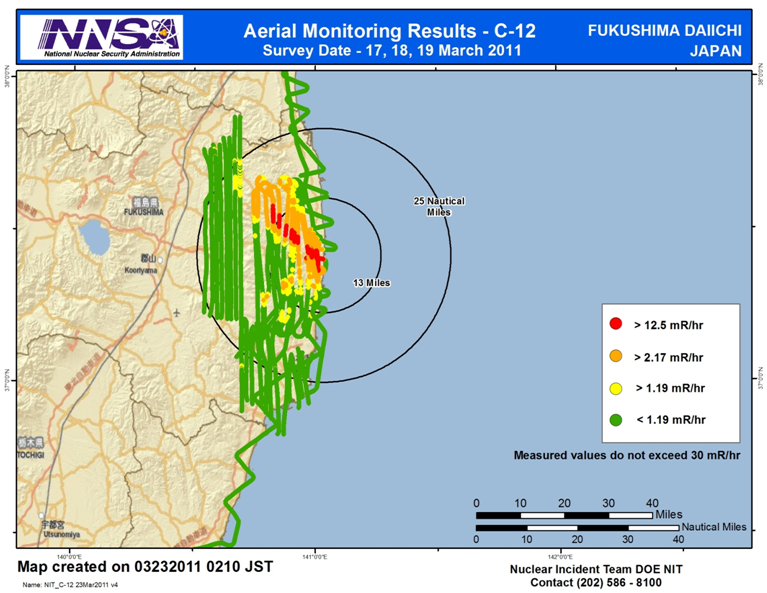
2011年3月17日・18日・19日の3日間に米国によって測定・公表された福島第一原発を中心とする放射線汚染地図

2012年6月18日と19日の朝日新聞と読売新聞の報道によれば、2011年3月17日・18日・19日の3日間米国エネルギー省は米軍の航空機2機で空中測定システム（Aerial Measuring System：AMS）により福島第一原発を中心に周辺約40km圏内、地上高さ1mにおける放射線濃度測定を行った。これにより原発から北西方向約30kmまで放射線濃度125µSv/hを超えるなどの測定結果を得た。この測定結果に基づき作成された放射能汚染地図は在日米国大使館から外務省に電子メールで測定翌日の3月18日と20日に2回送られ、さらに外務省から放射線測定を担う文部科学省科学技術・学術政策局と住民の避難範囲を決める原子力災害対策本部の事務局を担う経済産業省原子力安全・保安院に提供されていたが、原子力安全委員会や首相官邸にはこれら汚染状況の情報は伝えられず、公表もなかった。科学技術・学術政策局の担当者は「当時、米国から提供されたデータを住民避難に生かすという発想はなかった」と朝日新聞の2012年6月の取材に答えたとされる。朝日新聞と読売新聞の報道は放射能汚染地図を載せている。米国では2011年3月23日午前（日本時間）に放射能汚染地図などが公表された。

#### 近隣地域への拡散状況
原発に近い地域ほど、放射性物質の浮遊・降下が多くなったが、その濃度は同心円状ではなく、短時間に特定の方向に飛んだことを示している。

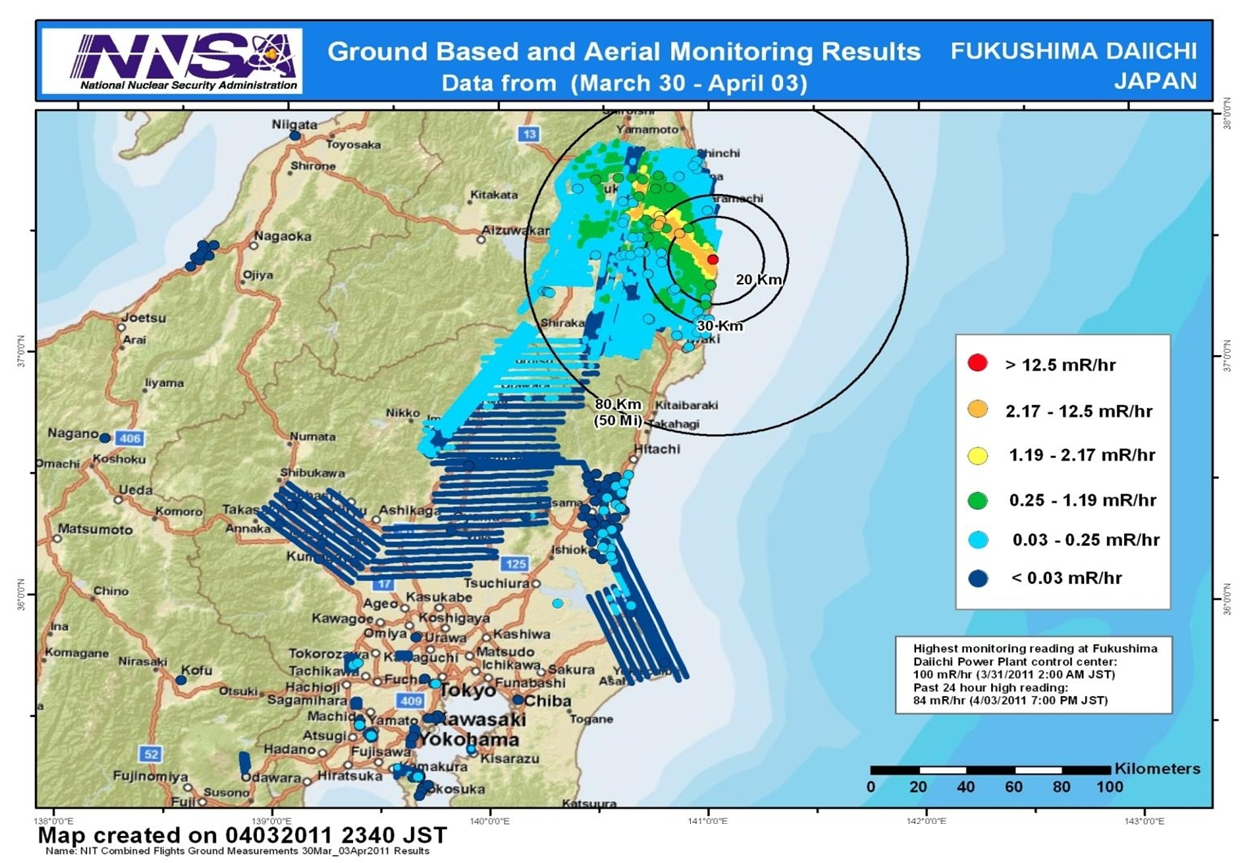
発電所周辺の汚染分布図 （3月22日 - 4月3日）多数の平行線は飛行経路。紺色は無しか微弱の地域

2011年5月6日に文部科学省が発表した航空機モニタリング結果では、高濃度地域が独特の形をしていた。
すなわち、激しく放射性物質が放射された原因事象が短時間だったために、それらの物質は、そのときたまたま風下だった北北西に流れた。20km, 30kmと遠くなるにつれて左右に広がったが、風が強かったせいか、細い形状である。濃い対流・着地部分は主に原発から40km前後までであったが、薄い部分まで見ると、その先で南西に方向転換している様子が見てとれる。一方、南西方向にも30km方向の細い筋がある。
また、群馬大学教授の早川由紀夫は、福島県災害対策本文発表の線量データを等高線にして地形に重ね、さらに広域の「フクシマの放射能地図」を作っている。これから、気流は山に阻まれて平地と谷を進んだらしいことが分かる。また、南南西方向にも広がりが見える。これは北西方向への強い広がりとは別の時間に拡散されたものと思われる。
早川の「福島第一原発から漏れた放射能の広がり」の地図では、関東における汚染の広がりが示され、水色以上（0.5マイクロシーベルト/時以上）の領域が東京都葛飾区にまで分布した様子が分かる。

#### 焼却灰による二次的拡散
首都圏ではゴミの焼却灰について処分する場所がないことから、茨城県・栃木県・埼玉県・千葉県・神奈川県・静岡県の一部の自治体ではDOWAエコシステムを通して秋田県大館市の花岡鉱山跡や鹿角郡小坂町の小坂鉱山跡地に埋め立て処理を行っているが、事故当時は焼却灰の放射線量を計測しておらず、薬剤処理のあとに汚染されたまま埋め立て処分されていることが7月になって判明した。
問題の発覚後、千葉県松戸市から搬入され埋め立てられた小坂鉱山跡地では、覆土・コンクリート・盛土・遮水シートなどによって対策が施されたが、定期的に行われる秋田県の放射線量の測定では2014年5月でも依然として放射性セシウムが放流水と排水汚泥から検出され続けている。

#### 他県への拡散状況
NHKのまとめにある観測点では、北は青森から南は静岡までの主に太平洋岸の都県で、3月15-16日と21-23日の2回、地上放射線量が大きく上昇したピークが観測された。
東京都でみれば規模は前者の大漏洩のほうが圧倒的に大きかったが17日に値が落ち着いたのに対して、後者の大漏洩は、毎日続いている原発からの大気漏洩と、地表に落ちた放射性降下物からの放射などのために、短期間に減衰するようなことはなかった。

#### 各地の到達時刻
さらに文部科学省のまとめや各県等が発表している数値表やグラフによれば、放射性物質が各地に次々と到達していった。
（日は各列の代表日が基準、「大」はその地域の値の中での大きなピーク、「小」は小さなピーク、「丘」は高い状態の継続（プラトー）を示す）
| 場所                                                                                 | 3月15日頃 | 3月21日頃 |
| ------------------------------------------------------------------------------------ | --- | --- |
| 青森県 青森市、岩手県 盛岡市、                                                       | （文科省グラフでは影響不鮮明、上記NHKのまとめでは16日に上昇が認められるが時刻が不明） | 20日17時に盛岡市でわずかに上昇し、26日まで丘。 |
| 宮城県 仙台市                                                                        | （対応グラフでは欠測。上記NHKのまとめでは15日と16日に急上昇が認められるが時刻が不明） | |
| 山形県 山形市                                                                        | 15日到達17時、その後22時から翌3時まで丘。 | 20日17時から23日7時まで丘。 |
| 福島県相馬郡飯舘村 （本原発の北西39km）                                              | 14日以前は公開データみあたらず。 15日は0.13µSv/Hではじまっているが、15時到達して上昇、18:20に45µSv/H（大）、その後ほぼ30µSv/H台、20µSv/H台とじわじわしか下がらず、高い濃度の丘が5日間も続いた。 | 20日午後から、15日から続いていた丘はやや低くなり10µSv/H台になったがなおも続き、22時15時からようやく減衰に入った。 |
| 福島県 双葉郡双葉町 （福島県が復元してホームページに掲載したモニタリングポストデータ | 郡山地区: 12日午前5時 0.48 → 6時 2.94 → 9時 7.8µSv/H。 山田地区: 12日10時 32.47µSv/H（平時の約720倍）。 これらの時刻は12日10:17とされる最初のベントより前であり、10キロ圏住民は午前8時頃の避難前にこの放射線にすでにさらされていたことになる。 | |
| 福島県 双葉郡大熊町 （本原発のモニタリングポスト）                                   | 12日4:40から上昇、10:30に386µSv/H（大）、19:25と21:00 - 22:00に70 - 80µSv/H。 13日8:10から急上昇、9:20に281µSv/H（大）、その後いったん減衰傾向となる。 14日の21:30から急上昇、21:37に3,130µSv/H（大）。再びいったん減衰にはいる。 15日8:20から急上昇、9:00に11,930µSv/H（大）、23:00から高いレベルで丘。23:30に8,080µSv/H（大）。 翌16日も上下しながら高い値を出し続けた。 17日0時から急速に低下し減衰に入った。 | |
| 福島県 双葉郡富岡町 （本原発から約12km南の第二原発）                                 | 14日の22:50から突然急上昇して15日の0:00に96µSv/H（大）、20µSv/H位で上下したあと、3:50に913µSv/H（大）。以後なだらかに下降。 翌16日2:10から3:00まで、39µSv/Hをピークとする山。11:00から12:00に39µSv/Hをピークとする山。 | 20日5:50に短時間19µSv/Hのピーク。 21日8:20に28µSv/Hのピーク。その後も上下しながら丘。 22日14:30に36µSv/Hのピーク。 23日15時から2時間欠測ののち17時からようやく長期間の減衰にはいったが、まだ12µSv/Hあり、風や雨によっては南の地域にもピークをもたらす濃度といえる。 25日8:30（小） |
| 福島県 福島市 （本原発の北西63km）                                                   | 13日8:00からデータがある。0.1µSv/H程度以下が続く。 15日は到達15時。上昇して18:50の24µSv/Hなど高い丘が続き、17日17時から減衰開始。 | 20日過ぎも変化なく、ゆっくりとした減衰を続けた。 |
| 福島県 白河市 （本原発の西南西81km）                                                 | 11日から平常値0.06〜0.09µSv/H。 15日は13時到達。4µSv/H台からじわじわ上昇を続け7µSv/H台も多かった。23:50からゆっくりとした減衰を開始。 | 20日過ぎも変化なく、ゆっくりとした減衰を続けた。 |
| 茨城県 北茨城市 （第二原発からさらに約60km南）                                       | 0:20から0:40にかけて上昇し、0.4µSv/Hのピーク後あまり下がらなかった。 2:10から4:00にかけて急上昇し、5:50の5.575µSv/Hのピーク後、8:00から下降。 翌16日3:40から5:10に上昇し、2.5µSv/Hのピーク後下降。 11:00から11:40にかけて急上昇し、11:40に15.8µSv/Hの非常に大きなピーク後、ゆっくり下降。 | 前日20日7時から11時にやや上がり0.9µSv/Hだった。 21日6:00から上昇し、16:10の2.0µSv/Hのピークを含む長時間の丘が続き、16:30からようやくゆっくり下降。 22日4:10から上昇し、7:40の2.5µSv/Hのピーク後も丘が続いたが、9:00よりようやく長期間の減衰に入った。                              |
| 茨城県 高萩市                                                                        | 1:40から少し上昇し、3:20から急上昇して6:00に4.5µSv/Hのピーク後、8:40から下降。 翌16日3:40から5:10にかけて上昇し、0.5µSv/Hのピーク後、12:20からゆっくり下降。 | 9:00から上昇し、15:30の0.5µSv/Hのピーク後も丘が続いたが、翌22日の10:20よりようやく長期間の減衰に入った。 |
| 茨城県 大子町                                                                        | 7:50から9:30にかけて急上昇し、1.4µSv/Hのピーク後、10:20から下降。 翌16日3:50から4:30に上昇し、0.4µSv/Hのピーク後だらだら下がり、11:50から下降。 | 18-22日は欠測。 |
| 茨城県 水戸市                                                                        | 到達1時（小）、到達3時半（5時に最大）、翌7時（大） | 到達6時前（大）、降下は10時頃に止まったが、23日15時頃まで丘。 |
| 茨城県 ひたちなか市 常陸那珂                                                         | 到達1時、1:40ピーク0.3から下降、6:20から急上昇して7:20ピーク4.4µSv/H。 翌16日4:40から上昇、6:00のピーク1.9µSv/Hからゆっくり下降。 | 20日10:30から11:00にかけて上昇し、ピーク0.5µSv/H。 21日到達3:30から上昇し、4:40ピーク2.8µSv/Hから下降、丘が続くが22日19:30よりようやく長期間の減衰に入った。 |
| 栃木県 宇都宮市                                                                      | 到達4時（7時半に大）、翌2 - 7時（小） | |
| 群馬県前橋市                                                                         | 10時到達、13時台0.56Sv/H（小）、一度下がり翌0時台に0.50Sv/H（小）。 | 20日16時台から上がり（文科省まとめの方では14時台から上がり）、18時台0.10Sv/H（小）。21日14時台から上がり23時台0.12Sv/H（小）のあと減衰。 |
| 埼玉県 さいたま市                                                                    | 到達4時（小）、10時（大）、16時（大）、翌4 - 6時（小） | 到達7時 |
| 千葉県 市原市                                                                        | 到達5時（小）、9時（小）、15時（大）、翌9時（小） | 到達9時 |
| 東京都 新宿区                                                                        | 到達4時（小）、10時（大）、18時（大）、翌5時（小） | 到達7時、16時頃大きくなり23日夜まで丘が続いた。 |
| 神奈川県 茅ヶ崎市                                                                    | 到達5時（小）、12時（大）、20時（小）、翌6時（小） | 到達7時 |
| 静岡県 静岡市                                                                        | 到達8時（そのピーク11時）。 | 到達14時 |
| 山梨県 甲府市                                                                        | 到達14時 | 到達15時 |
| 長野県 長野市                                                                        | 到達20時 | |
| 香川県 高松市                                                                        | 到達20時 | 到達18時 |
| 兵庫県 神戸市                                                                        | 到達22時 | 到達21時 |
| 三重県 四日市市                                                                      | 到達23時 | 到達22時 |

日本原子力研究開発機構が各地の施設で測っている放射線量をまとめたグラフによると、15日に、
1. 那珂核融合研（茨城県那珂市）と原子力科学研（茨城県那珂郡東海村）に5時到達、
2. 大洗研究開発センター（茨城県東茨城郡大洗町）に6時到達、
3. 核燃料サイクル工学研（茨城県那珂郡東海村＝原子力科学研より南）に7時到達、
4. 高崎量子応用研（群馬県高崎市）に10時到達

という急速な伝播があった。
翌16日、20日に小、そして21日に大きなピークがあって、それぞれの波及状況が観測されている。

#### 拡散の速度と濃度
上のデータのように、原発から遠いほど放射性物質の放出から到達までの時間が遅くなり、濃度が薄まり、時間でみた濃度のピークがつぶれ、到達する時間も前後するという、地点ごとの実際の様子が記録された。
これによれば、原発からの距離から、あるいは地上の風速と風向だけで、単純に比例計算できるものではないことが明白である。
第一原発から第二原発の約15kmを、1時間から2時間で放射性物質が届くこともある。本原発から東京までも意外に高速に南下した形跡がある。関東平野はかなり濃い状態で高速に波及したがその先は遅くなった。薄くなりながらも、太平洋岸に沿って香川県、兵庫県にまで影響が及んだことがグラフで見てとれる。
また、地形の影響は大きかった。阿武隈山地の形状により、運悪く北西部の山間にある平地に空気が長時間流れ込んだ。また、白河市と福島市に空気が回り込んだ。谷を伝わって内陸部に回り込むのには時間がかかり非常に薄まった。また、山脈を越えて新潟県など日本海側に流れた様子はほとんど見られなかった。
13日（9時以降）の状況は、飯舘村のデータがみあたらず明確ではないが、白河市と福島市には大量放出の影響がまだこの日は見られていないところに特徴がある。
15日の状況は、茨城県南下は速かった一方、白河市、福島市、飯舘村への到達は、風向の変化のせいか回り込むのに時間がかかったせいか遅かった。しかし濃度が高く、不運にも何日にもわたって影響を受けることとなった。

#### 飛散形態
大気中を漂い土壌・海洋を汚染した放射性降下物の化学組成、物質相、形態や大きさ、水への可溶性などの特性を知ることは、拡散や降下、環境中での残留形態や生物への影響を知る上で不可欠のものである。しかし、とりわけ長期残留する放射性セシウムに関しその理解は迅速には進まなかった。2013年以降になって、セシウムは、少なくともその一部が、事故前にはまったく想定されていなかった不溶性の微小な球状粒子として放出されていたことが明らかとなった。気象庁気象研究所の足立光司らが、最初に報告したこれらの粒子は、現在、タイプAの不溶性セシウム微粒子 (radiocesium-bearing microparticle, CsMP)、あるいは、セシウムボールと呼ばれ研究が進められている。
セシウムボールは、粒径が数マイクロメートルかそれ以下で、ケイ酸塩ガラスを基質とし、特異的にセシウムを多量に含む。その放射能は、1粒子あたりでは数ベクレルだが、類例がないほどの高い比放射能（質量あたり放射能）をもつ。これは、3月15日前後に放出されたプルームに特異的に含まれ、関東地方など長距離に及んだこのプルームのセシウムはほとんどがセシウムボールからなっていたと見積もられている。セシウムボールは2号機または3号機から放出されたと考えられているが、詳しい成因については2023年現在、依然研究途上である。
一方、関東地方に及んだ3月21日前後のプルームのセシウムは主として水溶性であった。また、3月12日の1号機水素爆発では、これとは別にタイプBの不溶性セシウム微粒子が、主として原発北西方向に飛散した。タイプBはタイプAよりも粒径が大きく不定形で、比放射能は相対的に小さい。

#### データが語るモニタリング体制の問題
10分毎位に測定できるモニタリングサイトのデータは、きめ細かい防災に役立つ。緊急時迅速放射能影響予測ネットワークシステム (SPEEDI)第2版などによる拡散予測技術の検証（上空の風力場の影響だけではなく単独では時速200km/s以上の131I2（ヨウ素131）などの気体分子がブラウン運動をして窒素や酸素と衝突しながら、対流、大気の渦、降雨、山や海の影響も受けて拡散する速度の計算モデルの改良方法）ならびに住民避難指示範囲および方法を検証する材料にもなる。
今回は、大量放射性物質の拡散事故を実測するという世界的にも極めて稀な機会であったが、初期のデータには欠測しているものがある。急遽観測機器を手配して稼働させたのならよいが、原発事故が起こった後で、もともと停止していた観測機器を徐々に起動したようなサイトが多い。途中何日間も欠測が記録され続けたサイトも見られる。特に、福島県と宮城県の代表サイトは、被災で停電や故障があったにしても、肝心の初期に約3週間も放置されたため、貴重なデータが記録、公開できなかった。
福島県原子力センターでは、福島県内約23か所の放射線テレメーター測定値を公開していた福島県原子力センター（本原発から約3kmに所在）が、3月12日昼以降機能を停止してしまった。放射能拡散の時間、地理、濃度を記録する最良の研究データになるはずであった。センターの所在地が原子力事故で避難地域になるなどとは想定されていなかった。
福島県災害対策本部が発表している「環境放射能測定結果・検査結果関連情報」から、サーベイメータや可搬型モニタリングポストによる測定データは見ることができる。

#### 事故後の取組み
国立環境研究所の大原利眞室長も本原発事故による放射性物質の大気中の挙動を分析する研究を行い、これに関して今後実施すべき取組みを次のように挙げた。
| （Step1）原発の放出情報、周辺の空間線量モニタリング情報を収集。 （Step2）万が一、原発からの大規模な放出があった場合 風・降水データを解析して要注意地域を判断 （風）原発周辺モニタリングサイト、アメダス、そらまめ君 北〜北東系→ 関東への流入に注意 東〜南系、弱風→ 福島県に注意 (降水）アメダス、気象レーダー（気象庁、国交省） 要注意地域では、空間線量、降水、風の時間変化を注意深く監視するとともに、水道水モニタリングを強化 次なるステップ：大気・土壌・水結合モデルによる短期予報システムの構築・適用 |

独立行政法人 日本原子力研究開発機構は震災からほどない2011年6月13日、東京電力福島第一原子力発電所事故によるプラント北西地域の線量上昇プロセスを解析している。ただし当時判明している事実のみからいろいろな仮定を置いた研究である。

### 海洋中への放出

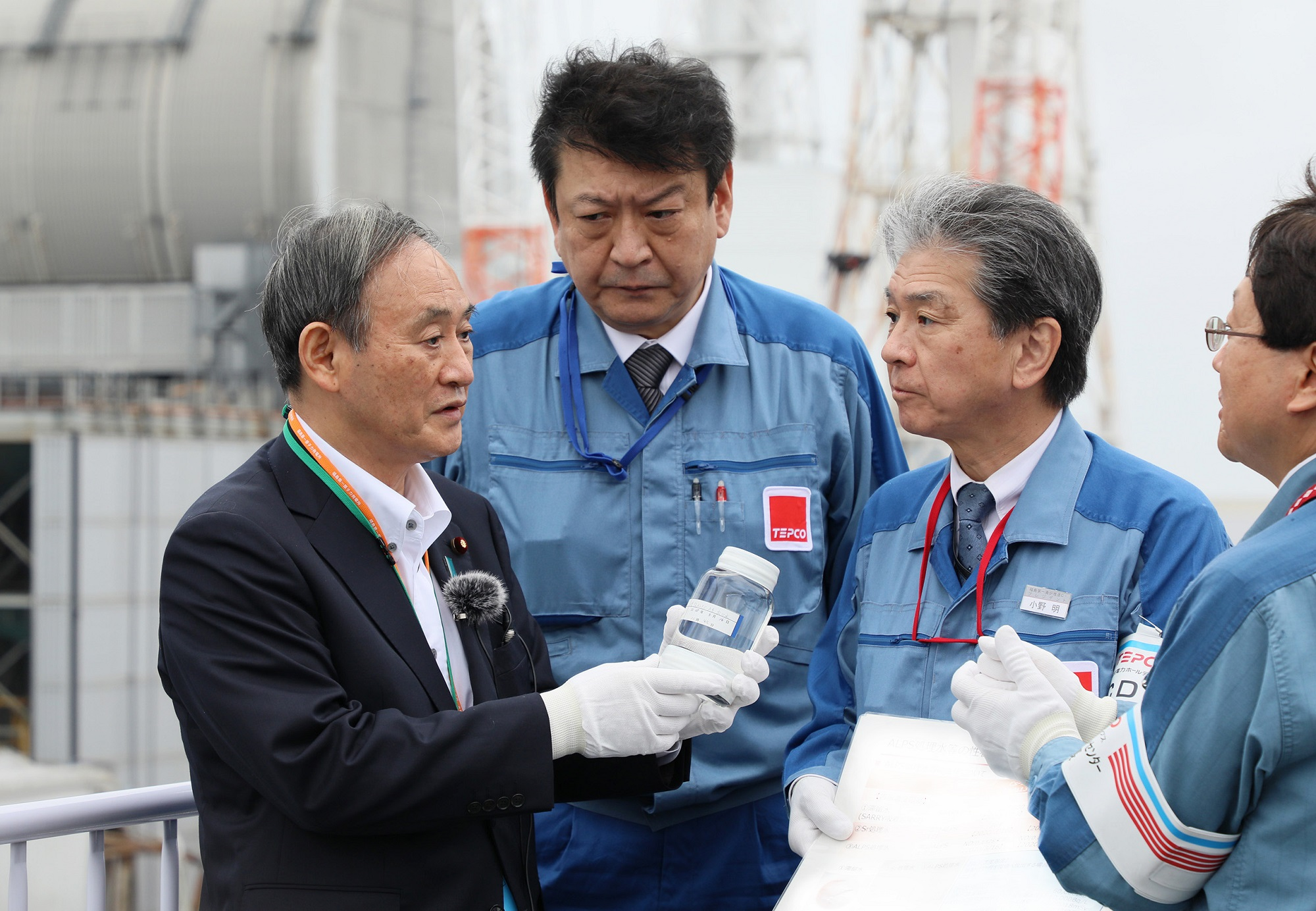
福島第一原発を視察し、浄化処理した処理水を手にする菅義偉首相。菅首相は飲まずに、処理水は海洋へ放出された。

海洋中に放出された放射性物質については、高レベル汚染水を格納する為に保管してある、比較的汚染レベルの低い汚染水を意図的に放流したほかに、建屋内の配管及び亀裂から漏れ出した高レベル汚染水が意図せず放流されたことで、拡散していった。
これらの放流により魚など水産資源が汚染され、それらから放射性物質が検出されることとなった。ポイント毎にブイを流すことが検討されたが、現在のところ実行されていない。

#### 汚染水の漏出
2013年8月10日、東京電力は、汚染された地下水の水位が流出防止用の水ガラス注入固化体による地中壁の上端を上回ったと発表した。地中壁は福島第一原子力発電所の海岸沿いに位置し、汚染水が海に漏出していることを示している。
2013年8月20日、東京電力は、福島第一原子力発電所の貯蔵タンクから、ストロンチウムなどのベータ線を出す放射性物質を最大1リットル当たり8000万ベクレル、放射性セシウムを同14万6000ベクレル含む高濃度放射能汚染水が推計300トン漏出していたと発表した。

#### 河川等底質濃度及び周辺土壌の濃度
- 2014年（平成26年）８月の環境省の発表によると、ため池の放射性Cs-137の濃度の状況は、避難指示区域外で～250,000Bq/kgまた、避難指示区域内では270,000Bq/kgである。また、河川・湖沼周辺の土壌中放射性Cs-137濃度は、100,0000Bq/kg超が報告されている[52] 。

## 日本国外
3月18日、包括的核実験禁止条約機構 (CTBTO) は、事故により放出された放射性物質とみられる少量のキセノン133がアメリカ合衆国カリフォルニア州サクラメントで検出されたと発表したが、アメリカ合衆国環境保護庁は健康に影響がある値ではないとした。
3月21日、カナダ保健省は、観測される放射能が西海岸のブリティッシュコロンビア州で僅かながら増加していると発表したが、健康に影響が出る値ではないと不安が広まっている地区の住民に対し呼びかけた。
3月22日、アイスランド政府は、この事故により放出された放射性物質と推測されるヨウ素131が、レイキャヴィークに設置した放射線監視センターで微量ながら検出されていたと発表した。
3月24日、スウェーデン放射線安全機関は、事故によるものとみられるヨウ素131が、キルナ、ウメオ、ストックホルムで検出されたと発表したが、微量であるため環境に影響が見られるようなことはないとした。
3月25日、ドイツ環境省は、ドイツ国内3ヶ所の大気から福島第一原発事故の影響とみられる放射性ヨウ素が事故後初めて観測されたと発表したが、ごく微量であり健康に影響が出るほどの量ではないとした。
3月26日
- 中国国家原子力事故応急対策委員会は、黒竜江省で事故の影響とみられるヨウ素131が検出されたと発表したが、ごく微量であるため、普通に生活していても全く健康上は問題ないとした[58]。
- プログレス・エナジー社 (Progress Energy, Inc.) は、アメリカ大陸を横断したとみられるヨウ素131が、アメリカ合衆国のロビンソン原子力発電所（英語版） （サウスカロライナ州）とクリスタルリバー原子力発電所（英語版）（フロリダ州）で僅かに検出されたと発表した[59]。

3月27日
- 韓国原子力安全技術院は、カムチャツカ半島を通過した後に大陸を南下したものとみられるキセノン133が、23日から27日までの江原道での観測記録において僅かに検出されていたと発表した[60]。
- マサチューセッツ州公衆衛生局は、事故の影響によるものとみられる放射性ヨウ素が、ボストンで22日に採取された雨水から検出されていたが、ごく微量であるため飲用水に健康上影響を与える事はなく安全であると発表した[61]。

3月28日
- ベトナム科学技術省は、福島からのものと見られるごく微量のヨウ素131を、ベトナム原子力科学技術研究所の検出所における大気中において観測したが、健康に影響が見られるような量ではないと発表した[62]。
- サイモンフレーザー大学の研究チームは、ブリティッシュコロンビア州の雨水と海藻から事故によると見られるヨウ素131を検出したと発表したが、ごく微量でチェルノブイリ事故の時に雨水から検出された量の4分の1にしか過ぎず、健康上問題はないと発表した[63]。

3月29日
- フィリピン原子力研究所は、事故の影響と見られる放射性同位体を僅かながら検出したと発表した[64]。
- 英国健康保護局はオックスフォードで、スコットランド環境保護局はグラスゴーで、それぞれ福島から放出された放射性物質と見られるヨウ素131が僅かながら検出されたが、双方とも健康に影響を与えうることはないと発表した[65]。
- ロシア沿海地方気象サービスは、日本からの放射性物質の飛散が危惧されていた当該地区で微量のヨウ素131が検出されていたが、健康上問題が出る量を遥かに下回っていると発表した[66]。
- アイルランド放射線防護研究所は、日本からのものと見られる微量の放射性ヨウ素の検出を発表した[67]。
- アメリカ合衆国食品医薬品局及び環境保護局はワシントン州で牛乳から放射性ヨウ素131が検出されたと共同で発表した[68]。
- イスラエル原子力委員会は、日本から飛散したものと見られる放射性のヨウ素131を、ソレーク原子力研究センターにおいて、大気中の濃度は僅か0.00005ベクレル/立方メートルながら、29日のサンプルで検出したと発表した[69]。